# Елисеев, Виктор Васильевич
Елисеев, Виктор Васильевич (10 ноября 1978, Алма-Ата, Казахстан) — предприниматель, основатель и руководитель Select Group, спикер международных форумов и конференций в сфере коммуникаций, маркетинга и продаж. Организатор Kazakhstan Media Summit, конференции контент-маркетинга Marcon, Astana Digital Forum, Ночь пожирателей рекламы в Казахстане, Business Women Forum. телевизионный продюсер и писатель, член российского Союза Писателей XXI века.

## Биография
Виктор Елисеев родился 10 ноября 1978 года в городе Алматы, Казахстан.
Начальное образование получил в Казахстане и Великобритании. Успешно защитил магистерскую диссертацию в Цюрихе по теме развития медиа-рынка . Доктор Бизнес Администрирования (DBA) SBS Swiss Business School (Швейцария). Докторскую степень получил за исследование темы современных методов менеджмента и эффективного
управления миллениалами.
Женат, есть дети.

## Профессиональная деятельность
В 1999 году Виктор Елисеев стал главным редактором еженедельной газеты «Next» (позже этот опыт ляжет в основу сюжета его дебютного романа «Mediaгрех»). С 2000 года был автором и редактором ряда телепроектов на казахстанских телеканалах, параллельно работая в качестве телеведущего новостей, редактора и продюсера.
Елисеев работал телеведущим программ «Салем, Казахстан», «Информбюро», «Вечерние новости», на телеканалах «Хабар», «НТК», «КТК» и «31 канал». Являлся автором и ведущим телепрограмм «Постскриптум», «Празднички» (телеканал «Хабар»), а также автором и генеральным продюсером телепрограммы «Город Next» (телеканал «Шахар»).
Виктор Васильевич перешёл работать в агентство Quattro Media в должности генерального директора (2008—2011 гг.).В 2007 году стал сооснователем казахстанского кабельного телеканала «Play TV» (кабельная сеть «Алма-ТВ»). С 2010 года является издателем единственного специализированного журнала о рекламной индустрии в Казахстане «ADvertising». В этом же году Виктор Елисеев выступил организатором проекта уличного кинотеатра в городе Алматы, а через год здесь же организовал презентацию международного фестиваля рекламы «Cannes Lions — Каннские львы».
В 2011 году стал организатором международной конференции «Kazakhstan Jesus BarCamp 2011» в Алма-Ате.
С февраля 2013 года является организатором проекта «Ночь пожирателей рекламы» в Алмате, с июля этого же года — организатором проекта «Пионеры рекламы», а с сентября — организатор образовательного проекта «Aegis Media School», признанного лучшим в сфере корпоративной социальной ответственности по версии Европейской Бизнес-Ассоциации Казахстана (EUROBAK).
В мае 2014 года была реализована сделка, по результатам которой три казахстанских компании — «Quattro Media Advertising», «TFF-Central Asia» и «Ex-TV Media Central Asia» были интегрированы в международную сеть «Dentsu Aegis Network». Виктор Елисеев занял должность управляющего директора группы коммуникационных агентств «Dentsu Aegis Network Kazakhstan».
Помимо этого, г-н Елисеев работал в качестве телевизионного продюсера ряда проектов: «Суперажешки» и «Я — шопоголик» для Седьмого канала, «Метро» для 31 канала. Являлся генеральным продюсером телепроекта «Мега караоке» (телеканал КТК), производимой в Казахстане на основе лицензии популярной украинской телепередачи «Караоке на Майдане»: в 2012 году украинский предприниматель и продюсер Игорь Кондратюк продал формат «Караоке на Майдане» Виктору Елисееву, в результате чего и появилась программа «Мега караоке». В 2014 году было запущено новое казахстанское реалити-шоу «Дом-весы», показ которого состоялся в эфире 31 канала.
Также Виктор Елисеев является Сопредседателем Комитета по маркетингу и PR Европейской Бизнес-Ассоциации Казахстана (EUROBAK).
Виктор Елисеев является автором идеи и организатором Казахстанского медиасаммита, впервые прошедшего в г. Алматы 15 октября 2015 года.. Казахстанский медиасаммит — первое индустриальное событие, объединяющее профессионалов в сфере телевидения, digital и других медиа с целью обсуждения перспектив развития казахстанской медиаиндустрии. В программе мероприятия — панельные дискуссии, мастер-классы местных и зарубежных спикеров, а также впервые в Казахстане — скрининг международных телевизионных форматов от ведущих глобальных производителей телевизионного контента..
Центральная тема саммита — «Медиабизнес в эпоху перемен: рецессия или трансформация?»..Спикерами проекта выступили представители таких известных компаний, как Google, YouTube, Mail.ru, СТС Медиа, Forbes.kz, 31 канал, Седьмой канал и другие лидирующие игроки казахстанского и зарубежного рынка медиа..
В 2017 Виктор Елисеев выступил организатором конференции по контент-маркетингу Marcon в Алматы и Astana Digital Forum в столице Казахстана. В 2018 году Елисеев выступил организатором Business Women Forum посвященный женскому предпринимательству и роли женщин в управлении. В рамках мероприятия прошли мастер-классы, панельные дискуссии, презентации успешных проектов женщин-предпринимателей.

## Писательская деятельность
В марте 2015 года была выпущена книга авторства Виктора Елисеева «Mediaгрех» — роман о СМИ и рекламном бизнесе.
В романе рассказана история скандальной молодёжной газеты с говорящим названием «Next», которая издавалась в Алма-Ате в конце 90-х и стала одним из первых эпатажных СМИ в Казахстане. В центре повествования начинающий журналист Максим Линчев, решающий сменить поле деятельности и устроиться работать рекламщиком в спортивный магазин. Ради его рекламы главный герой создает новую молодёжную газету. Основной контент газеты — желтые новости: секс-разоблачения, звездные байки, научные и трудовые эксперименты, пошлые анекдоты. Среди других экспериментов, о которых идет речь в книге, — репортаж из морга, новости «глазами мух» и скупка душ читателей.
Роман «Mediaгрех» состоит их двух частей. В первой части, которая занимает приблизительно три четверти всего повествования, действие происходит в конце 90-х. Во второй части книги (которой отводится оставшаяся четверть романа) — наше время, когда главный герой берет на себя новую миссию — исправить ошибки, замолить грехи, научиться любить. В финале книги главный герой понимает всю тщетность бытия и начинает задумываться о вечном и личном — любви, жизни и смерти, детях.
Сюжет книги основан на реальных событиях. По словам Виктора Елисеева, в книге прописаны прототипы реальных людей, являющихся сегодня успешными и достаточно известными.
Идея написать роман возникла у автора около восьми лет назад, но из-за нехватки времени на его подготовку ушло более шести лет. Права на роман приобрело крупнейшее российское издательство АСТ, а российские киностудии ведут переговоры о приобретении прав на его экранизацию. Как утверждает автор, «Mediaгрех» написан «Для всех, кто смотрит телевизор и читает газеты».
Над визуализацией романа работала художница Александра Николаенко..Литературный агент писателя — Ирина Горюнова.
Презентация книги состоялась в Москве и Алмате, соответственно. В Москве презентация проходила в Лепс Баре 17 марта 2015 года. Гостями вечера были Бьянка, братья Сафроновы, Юлия Далакян и другие медиа-персоны. Неформальное общение с автором сопровождалось театрализированными перфомансами в исполнении мимов. В Алмате презентация прошла 19 марта в ресторане Crudo в ТЦ Mega. Гостей вечера представлял творческий кластер города Алматы: журналисты, рекламщики, представители fashion-индустрии и шоубизнеса. В программу вечера вошло выступление инструментальной группы, а также перфоманс от артистов театра «АRТиШОК», которые воссоздавали несколько глав из романа. Атмосферу «первородного греха» подчеркивало присутствие змеи.
Необычной для книжного рынка стала рекламная кампания книги. В её рамках были задействованы все возможные инструменты продвижения, среди которых классическая реклама на ТВ, технологии SMM, а также маркетинговые активности в метрополитене.
В 2018 году в издательстве «Эксмо» (Москва) была издана книга Виктора Елисеева «Как заработать на своем имени. Секреты создания личного бренда». В книге приводится авторская инструкция Виктора Елисеева, которая поможет быстро разобраться с инструментами самомаркетинга. Издание ориентировано на частных лиц, желающих усилить собственное позиционирование и сформировать персональный бренд за короткое время. На обложке издания использована иллюстрация российского художника и блогера Васи Ложкина.
В 2024 году Виктор Елисеев презентовал книгу "Дети 90-х". Это исследование теории поколений, рассказывающее о влиянии возрастных привычек на современное мировоззрение. Автор рассматривает конфликт "отцов и детей" через призму образования, медиа и управления. В книге содержатся советы по продажам, основы руководства миллениалами и обсуждение новых методов обучения. Материал книги основывается на исследовании современных поколений.  Этой теме была посвящена  докторская диссертация Елисеева на тему "Миллениалы и эволюция управления в современных компаниях", которую автор защитил в SBS Swiss Business School (Цюрих) в 2017 году. 

### Произведения
- Mediaгрех. Скупка душ в рекламных целях (2015);
- Как заработать на своем имени. Секреты создания личного бренда (2018);
- Дети 90-х (2024)

## Награды и достижения
В 2014 году Виктор Елисеев, как управляющий директор группы компаний Dentsu Aegis Network Kazakhstan, был отмечен орденом «Звезда славы. Экономика Казахстана», который «вручается руководителям, которые привели свою компанию к триумфу». Коммуникационная группа Dentsu Aegis Network Kazakhstan, которую возглавляет Виктор Елисеев, признана «Лидером отрасли 2016» в рамках ежегодного Национального бизнес-рейтинга РК.
С 2014 года Виктор Елисеев является членом российского Союза Писателей XXI века.
В 2015 году, за свою литературную деятельность, Виктор Елисеев также стал лауреатом Международной премии имени Леонардо Да Винчи, учрежденной Союзом писателей XXI века и Союзом литераторов России с целью поощрения выдающихся деятелей литературы, культуры, искусства, науки и предпринимательства, проявивших себя в разных областях деятельности и живущих в России и за рубежом..
В 2017 году Елисеев Виктор был награждён медалью «Bene merest de professione» за высокую компетентность, безупречную деловую репутацию, инициативность и эффективность в выполнении задач, приверженность ценностям предприятия. Звание присвоено Оргкомитетом Национального бизнес-рейтинга в РК. В этом же году Виктор Елисеев получил орден «Гордость экономики» за выдающееся управленческое мастерство, эффективную организацию деятельности предприятия и личный вклад в рост финансово-экономических показателей.

## Гражданская позиция
Во время российско-украинской войны 23.03.2022 Виктор Елисеев опубликовал посты на своих официальных страницах в Facebook и Instagram о том, что он не верит «ни российской пропаганде, ни украинским источникам, ни западным СМИ, ни казахстанским новостям, ни признанным лидерам мнений и экспертам. Все врут. У каждого своя правда и я не хочу, чтобы она превращалась в мою правду».